# Ивица Стојановић
Др Ивица Стојановић је рођен 8. јануара 1956. године у Нишу. Основну и средњу школу завршио је у Ужицу. Дипломирао на Економском факултету у Београду 1978. године. Магистрира 1987. године и докторира марта 2000. године, на Економском факултету у Београду.
Члан је Одбора за економске науке у оквиру Одељења друштвених наука Српске академије наука и уметности. Био је запослен у Институту за међународну политику и привреду у Београду у звању истраживач-сарадник, које је добио 1988. године. 
Предаје на Факултет за пословне студије у Београду на предметима Тржишна економија и Међународни економски односи.
У октобру 2006. године изабран је за продекана за последипломске студије на овом факултету.
Предмети:
- Средња економска школа у Чајетини: Професор групе економских предмета (1982. године)
- Факултет политичких наука у Београду: изводио вежбе на предмету Економика Југославије као хонорарни сарадник.
- Факултет за пословне студије у Београду: Тржишна економија и Међународни економски односи (од децембра 2000. године) на основним студијама.

## Књиге
- 1987. Да ли је могућа политичка економија самоуправног социјализма?
- 1989. Политичка економија и социјализам
- 2000. Држава и тржишне реформе, Прометеј, Београд
- 2002. Економија
- 2002. Економија (друго, измењено и допуњено издање)

## Важнији чланци
- 2007. Макроекономски аспекти јачања конкурентности привреде Србије, Студентска унија Факултета за пословне студије